# Crecques
Crecques (Nederlands: Kerske) is een dorp in de Franse gemeente Mametz in het departement Pas-de-Calais. Crecques ligt in het westen van de gemeente, anderhalve kilometer ten westen van het dorpscentrum van Mametz. Ten noorden van het dorp stroomt de Leie.

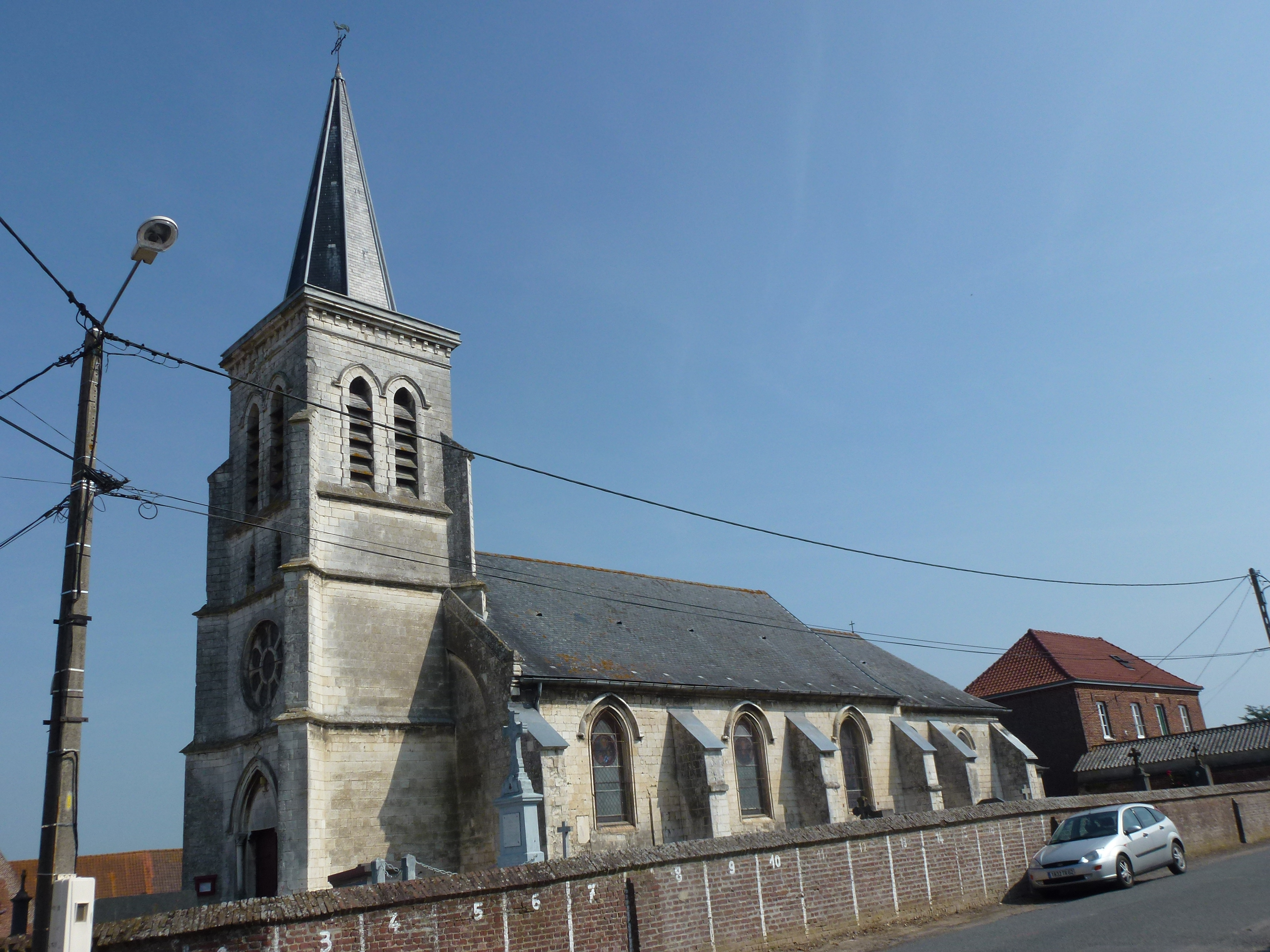
Église Saint-Honoré

## Geschiedenis
Oude vermeldingen van de plaats dateren uit de 12de eeuw als Kerske en Cerseca.
Op het eind van het ancien régime werd Crecques een gemeente. In 1822 werd de gemeente (384 inwoners in 1821) al opgeheven en samen met de gemeente Marthes (291 inwoners in 1821) aangehecht bij de gemeente Mametz (569 inwoners in 1821).

## Bezienswaardigheden

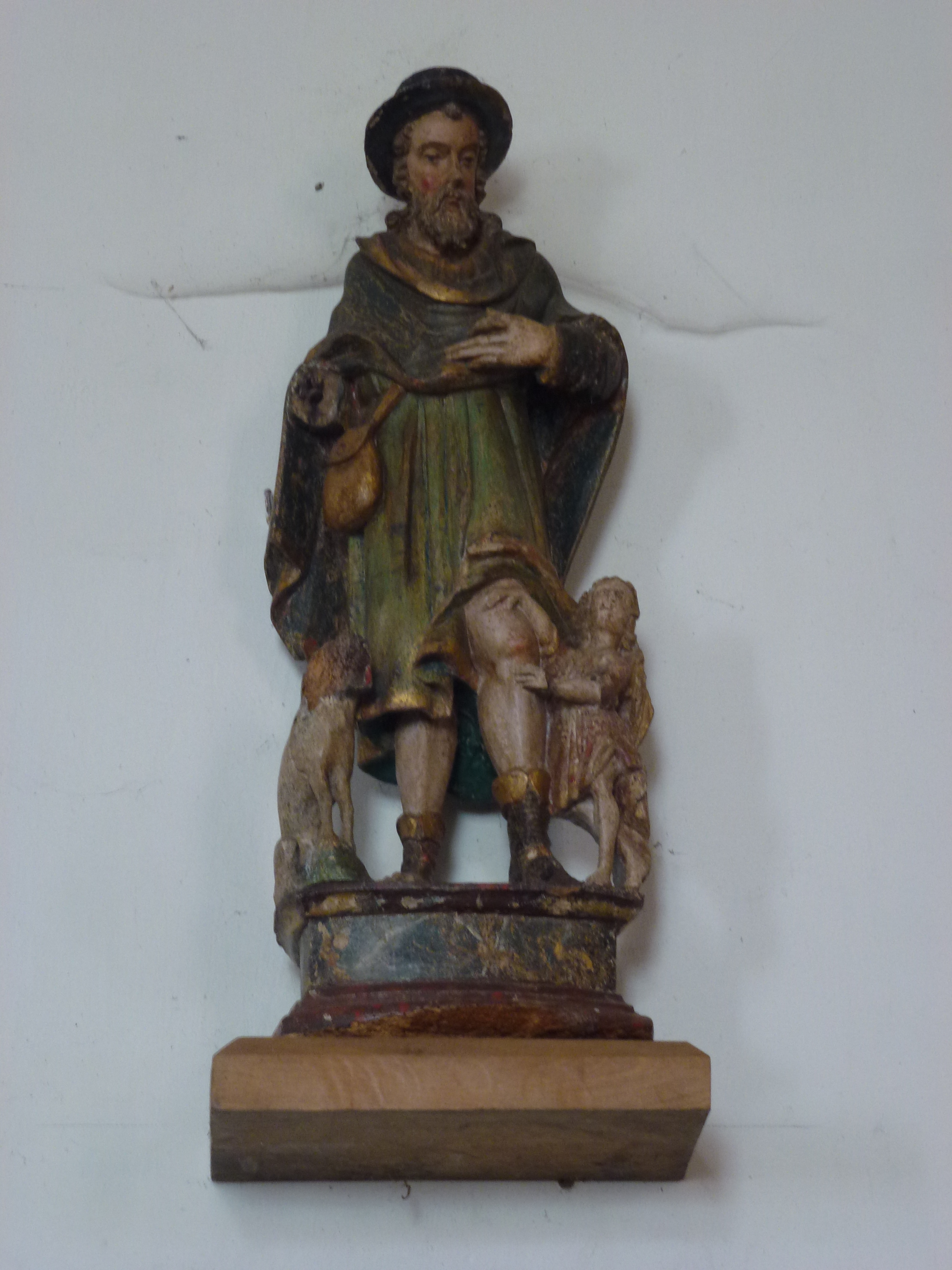
Geklasseerd beeld van Sint-Rochus

- De Sint-Honoratuskerk (Église Saint-Honoré). Een 18de-eeuws beeld van Sint-Rochus werd in 1978 geklasseerd als monument historique.